# LGBT práva v Nigérii

Duhová mapa Nigérie

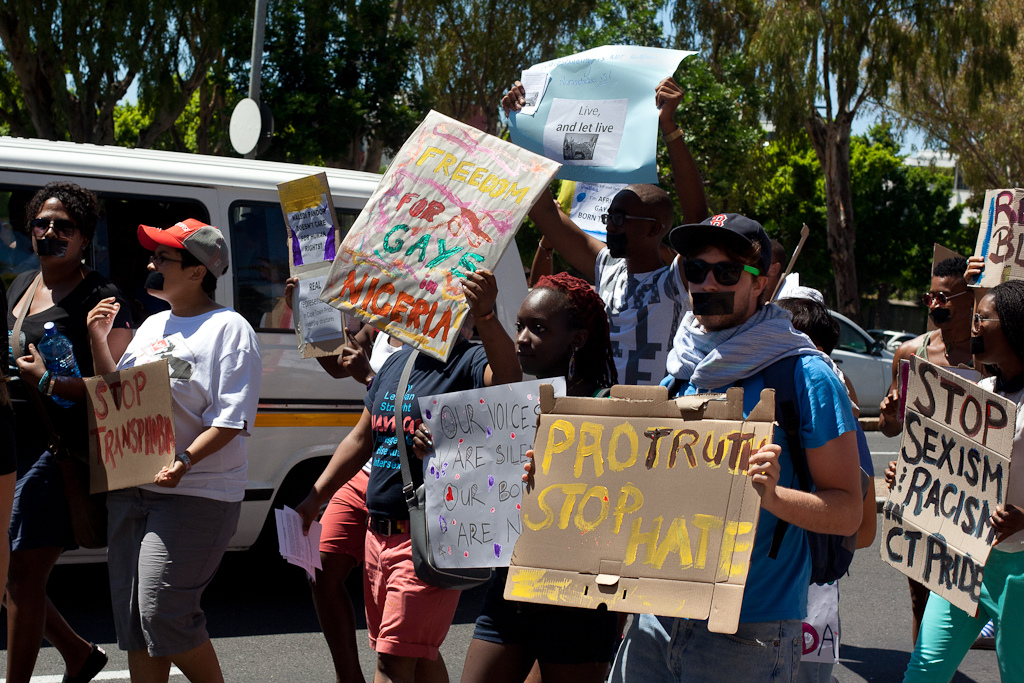
Účastníci Cape Town Pride 2014 protestující proti porušování LGBT práv v Nigérii

Lesby, gayové, bisexuálové a translidé (LGBT) se v Nigérii setkávají s jistou právní i sociální diskriminací, s níž většinová společnost nemá zkušenosti. Země nerespektuje a neuznává LGBT práva formou antidiskriminační legislativy. Nigérie je vysoce konzervativní zemí s více než 170 miliony obyvatel muslimského vyznání na severu a křesťankého na jihu. Jenom velmi malá část LGBT Nigerijců se otevřeně hlásí ke svému zaměření a násilí vůči LGBT lidem je tu velmi rozšířené.
Mužská i ženská stejnopohlavní sexuální aktivita je v Nigérii nezákonná. Maximálním trestem je ve dvanácti severních státech, které přijaly právo šaría, smrt ukamenováním. Toto se týká všech muslimů a těch, kteří se z vlastní vůle rozhodli stát subjekty práva šaría. V jižní Nigérii a částech severní Nigérie se sekulárním trestním právem je za stejnopohlavní sexuální styk maximální trest 14 let vězení. Zákon proti stejnopohlavnímu manželství trestá veškeré formy homosexuálních svazků a homosexuálních svazků a sňatků napříč celou zemí.
Podle průzkumu Pew Global Attitudes Project z roku 2007 považovalo 97 % Nigerijců homosexualitu za společensky neakceptovatelný životní styl, což byla z hlediska 45 zkoumaných zemí druhá největší míra despektu. Průzkum uskutečněný v roce 2015 organizací, kterou založil nigerijských homosexuální aktivista působící v Londýně aktivisty Bisi Alimi, uváděl, že toto procento kleslo na 87 %. Současně došel k závěru, že s rovnými příležitostmi ve vzdělávání, zdravotní péči a bydlení pro LGBT souhlasilo 30 % dotazovaných Nigerijců.
Nigérie je dlouhodobě kritizovaná občanskoprávními a lidskoprávními organizacemi v západních zemích, kde mají LGBT lidé mnohem lepší nebo i rovné postavení, jakož i Organizací spojených národů za porušování práv LGBT lidí a neochotu tuto situaci zlepšovat.

## LGBT práva

### Nigerijská federativní republika

#### Trestní právo

##### Federální trestní zákoník všech jižních států
Pohlavní styky mezi mužů jsou podle trestního zákoníku platného pro jižní Nigérii nezákonné a lze za ně uložit maximální trest odnětí svobody v délce trvání 14 let. Pohlavní styky mezi ženami nejsou explicitně zmiňovány, nicméně lze na ně aplikovat genderově-neutrální termín „osoba“ v sekci 214, do níž lze zahrnout i ženy. Kapitola 21 zákona říká v příslušné části následující:
- Sekce 214.

Kdo –
(a) vykoná s jinou osobou smilstvo proti přírodě; nebo
 * * *
(c) umožní muži vykonat s ním nebo s ní smilstvo proti přírodě,
bude potrestán odnětím svobody v délce trvání 14 let.
- Sekce 215.

Kdo se pokusí vykonat trestný čin uvedený v sekci 214, bude potrestán odnětím svobody v délce trvání 7 let. Pachatel nesmí být odsouzen bez předchozího rozhodnutí soudu.
- Sekce 217.

Muž, který se zúčastní či vykoná akt hrubé obscénnosti s jiným mužem na veřejnosti i v soukromí, nebo přiměje jiného muže k vykonání takového aktu, nebo mu dá souhlas k jeho vykonání, bude potrestán odnětím svobody v délce trvání tří let. Pachatel nesmí být odsouzen bez předchozího rozhodnutí soudu.

##### Federální trestní zákoník ve všech severních státech
Sekce 284 federálního trestního zákoníku (severní státy), která je platná pro všechny státy severní Nigérie, říká:
Kdo vykoná pohlavní styk proti přírodě s jiným mužem, jinou ženou nebo se zvířetem, bude potrestán odnětím svobody v délce trvání 14 let nebo peněžitým trestem.
Sekce 405 říká, že muž, který se obléká nebo stylizuje do ženy na veřejných prostranstvích, nebo praktikuje sodomie, jíž se myslí životní styl nebo profese naplňující znaky vagabundů podle sekce 407, bude potrestán buď odnětím svobody v délce trvání jednoho roku, nebo peněžitým trestem, nebo obojím.

Sekce 405 pracuje také s termínem „nenapravitelný vagabund“, jímž se myslí ti, kteří už byli jednou usvědčeni z tohoto trestného činu, a kteří se stali recidivisty, tedy spáchali jej znovu. Trest se pak v sekci 408 zvyšuje na odnětí svobody v délce trvání dvou let, peněžitý trest, nebo obojí.

##### Právo šaría přijaté některými severními státy
Dvanáct severních států přijalo do svého trestního práva některé části šaríje: Bauchi, Borno, Gombe, Jigawa, Kaduna, Kano, Katsina, Kebbi, Niger (federální stát), Sokoto (stát), Yobe a Zamfara. Trestní právo podle šaríje lze aplikovat na muslimy a na ty, kteří se z projevu svobodné vůle rozhodli stát jeho subjektem.

###### Význam slova sodomie
Ve státech Kaduna a Yobe se za „sodomity“ považují ti, kteří měli anální styk s jiným mužem.
Ve státech Kano a Katsina se za „sodomity“ považují ti, kteří měli pohlavní styk proti přírodě s jiným mužem nebo jinou ženou prostřednictvím jeho nebo jejího rektálního otvoru.
Ve státech Bauchi, Gombe, Jigawa, Sokoto a Zamfara se za „sodomity“ považují ti, kteří měli pohlavní styk proti přírodě s jiným mužem nebo jinou ženou.

###### Tresty za sodomii
Ve státech Gombe, Jigawa a Zamfara se osoby usvědčené ze sodomie trestají:
(a) sto ranami rákoskou, nežijí-li v manželství, a někdy také odnětím svobody v délce trvání jednoho roku; nebo
(b) smrtí ukamenováním, žijí-li v manželství.
Ve státě Kano se osoby usvědčené ze sodomie trestají:
(a) sto ranami rákoskou, nežijí-li v manželství, a někdy také odnětím svobody v délce trvání jednoho roku; nebo
(b) smrtí ukamenováním, pokud žijí nebo žily v manželství.
Ve státě Bauchi se osoby usvědčené ze sodomie trestají buď smrtí ukamenováním nebo jiným trestem dle uvážení příslušné autority.
Ve státech Kaduna, Katsina, Kebbi a Yobe se osoby usvědčené ze sodomie trestají smrtí ukamenováním.
Ve státě Sokoto se osoby usvědčené ze sodomie trestají:
(a) smrtí ukamenováním;
(b) v případě, že je sodomie vykonána mezi dítětem a dospělým, pak je dospělý potrestán 100 ranami bičem, a dítěti uložena ochranná výchova.:s.70
V Sokotu se tělesným treste trestají veškeré delikty, u nichž není blíže specifikována trestní sazba.

###### Význam slova lesbismus
Ve státech Bauchi, Gombe, Jigawa, Kaduna, Kano, Katsina, Kebbi, Sokoto, Yobe a Zamfara se za lesbismus považuje akt vykonaný ženou na jiné ženě, během kterého byl navázán vzájemný tělesný kontakt, nebo se obě navzájem sexuálně uspokojily. Bauchi, Jigawa, Katsina, Kebbi, Sokoto, Yobe a Zamfara si tento termín vysvětlují oficiálně takto: „Trestný čin nepřirozeného spojení ženských pohlavních orgánů a jejich zneužití k dosažení vzájemného sexuálního uspokojení.“

##### Tresty za lesbismus
Ve stáech Gombe, Jigawa, Kebbi, Sokoto, Yobe a Zamfara se osoby usvědčené z lesbismu trestají padesáti ranami rákoskou a odnětím svobody v délce trvání šesti měsíců.
Ve státě Bauchi se osoby usvědčené z lesbismu trestají padesáti ranami rákoskou a odnětím svobody v délce trvání pěti let.
Ve státě Kaduna se osoby usvědčené z lesbismu trestají ta'azirem, což znamená jakýkoli trest nezmiňovaný v haddu a qisasu.:s.53 „Hadd“ znamená trest, který je zafixován islámským právem. means „punishment that is fixed by Islamic law“. „Qisas“ zahrnuje tresty uložené pachatelům prostřednictvím odvety za způsobení zranění nebo smrti jiné osoby.
Ve státě Kano a Katsina se osoby usvědčené z lesbismu trestají smrtí ukamenováním.

##### Vyjádření nigerijského velvyslance v OSN
19. září 2006 se nigerijský velvyslanec v OSN Joseph Ayalogu vyjádřil takto: „Představa, že za homosexualitu a lesbismus se trestá výhradně smrtí jsou mýtem založeným pouze na neobjektivním přístupu některých soudů. Dále je třeba vzít v potaz fakt, že to, co jiní považují za příliš vysoké sankce za tak závěžné trestné činy proti Bohu, jiní zase naopak považují za projev spravedlnosti.“

##### Souhrnný přehled
| Legální stejnopohlavní styk                                                            | (Trest: V oblastech s právem šaría hrozí smrt ukamenováním; v ostatních částech země až 14 let vězení) |
| Stejný věk legální způsobilosti k pohlavnímu styku pro obě orientace                   | No |
| Antidiskriminační zákony v zaměstnání                                                  | No |
| Antidiskriminační zákony v přístupu ke zboží a službám                                 | No |
| Antidiskriminační zákony v ostatních oblastech (homofobní urážky, zločiny z nenávisti) | No |
| Stejnopohlavní manželství                                                              | No |
| Jiná forma stejnopohlavního soužití                                                    | No |
| Adopce dítěte partnera                                                                 | No |
| Společná adopce dětí stejnopohlavními páry                                             | No |
| Gayové a lesby smějí otevřeně sloužit v armádě                                         | No |
| Možnost změny pohlaví                                                                  | No |
| Přístup k umělému oplodnění pro lesbické ženy                                          | No |
| Náhradní mateřství pro gay páry                                                        | No |
| MSM smějí darovat krev                                                                 | No |